# لين ما
لين ما (بالصينية: 马琳) (Lin Ma) هو لاعب أولمبي لرياضة تنس الطاولة من الصين. شارك في الأولمبياد الصيفي في 2004–2008، وفاز بما مجموعه 3 ميداليات.

## الميداليات
| ذهب | فضة | برونز | المجموع |
| 3   | 0   | 0     | 3       |

## روابط خارجية
- لين ما على موقع منظمة تنس الطاولة العالمي (الإنجليزية)
- لين ما على موقع اللجنة الأولمبية الدولية (الإنجليزية)
- لين ما على موقع أوليمبيديا (الإنجليزية)
- لين ما على موقع اللجنة الأولمبية الصينية (الإنجليزية)